# U.S. Route 57
U.S. Route 57 (ou U.S. Highway 57) é uma autoestrada dos Estados Unidos.
Faz a ligação do Sul para o Norte. A U.S. Route 57 foi construída em 1970 e tem 103 milhas (166 km).

## Principais ligações
US 83 em La Pryor